# Dysdera mordax
Dysdera mordax là một loài nhện trong họ Dysderidae.
Loài này thuộc chi Dysdera. Dysdera mordax được Ludwig Carl Christian Koch miêu tả năm 1882.